# Odpojený muž
Odpojený muž: Jak technologie připravuje muže o mužství a co s tím (originál:  MAN DISCONNECTED: HOW TECHNOLOGY HAS SABOTAGED WHAT IT MENAS TO BE MALE, AND WHAT CAN BE DONE, 2015) je název knihy amerického psychologa Philipa Zimbarda a Nikity D. Coulombové.  (Nikita D. Coulombová je mladá americká spisovatelka, vědkyně a umělkyně, která se mimo spolupráci se Zimbardem věnuje dlouhodobě zkoumání lidské duše skrze lidskou sexualitu a výtvarné umění.)

## Úvod
Kniha Odpojený muž reflektuje problém mužství kontra současný technologický a celospolečenský vývoj. Není to typická odborná publikace, na jejím počátku nestojí klasický psychologický výzkum, jak jej můžeme znát. „Inspirací nám nebyla pouze jediná událost, přicházela spíš jako slabý deštík, který se pomalu měnil v prudký přívalový liják.“ (Odpojený muž, str. 9). Myšlenka této knihy se tedy formovala postupně při pozorování okolního světa oběma autory. Jak v předmluvě uvádí Zimbardo, začal si všímat snižujícího se počtu mužských studentů, a Coulombová vzhledem ke svému nižšímu věku, pak pozorovala zvláštní chování svých spoluvrstevníků v interakci nejen s ženami, ale i s obecnějšími životními zlomovými událostmi jako například neochota mladých mužů do 30 let se odstěhovat z domu rodičů a postavit se na vlastní nohy (podle průzkumu Edifice Krejcárek žilo v roce 2016 v českých podmínkách až 38 % českých mužů ve věku 20 až 35 let stále se svými rodiči.)

Celá kniha se dělí do 4 částí: úvod, příznaky, příčiny a řešení. Vidíme tedy, že základní myšlenka mužství je tu pro autory ztělesněna jako pacient. Jakoby oním pacientem byla sama podstata mužství. Je k ní přistupováno až s lékařskou přesností, společně hledáme pacientovu podstatu, popisujeme symptomy, stanovujeme diagnózu a její příčiny, ale také v neposlední řadě hledáme řešení. A to optimálně nejen pro samotného pacienta, ale i pro celou společnost.

### Jen tak plout s proudem
Úvodní slovo není obvykle krátké. Snaží se na 6 stranách předestřít to, co čtenáře čeká. Můžeme si všimnout, že někdy Zimbardo k čtenářům nepřímo promlouvá a oslovuje je. To má za následek čtenářův pocit, že to není obecná psychologicko-sociologická kniha psaná od stolu o anonymním davu, ale naopak, že je to kniha týkající se každého z nás (nebo našeho bytostného okolí). „Není třeba chodit nikam daleko, každý z nás zná nějakého výtečníka nebo nešťastníka, který s něčím zápolí. Možná nemá dotyčný potřebu vynikat ve škole, trpí nějakou emoční poruchou, nedokáže vyjít s ostatními lidmi, má jen málo skutečných přátel, a už vůbec ne v ženském vydání, může být členem nějaké party. Nebo už dokonce skončil ve vězení. Možná je to váš syn nebo příbuzný. A možná jsi to ty.“ (Odpojený muž, str. 11) Další klíčovou myšlenkou hned na úvod je konstatování, že muži nejsou v současné době schopni aktualizovat svou společenskou roli. Je tedy možné, že celá tato krize vzniká na podkladě neschopnosti dostatečně reflektovat současné proměny jednotlivých rolí, které se po dlouhých tisíci letech v posledních sto letech začaly neuvěřitelně rychle měnit. Ženy dokázaly své potřeby na změnu zformovat do emancipačního a feministického hnutí, naproti tomu muži se rozhodli čelit novým potížím a nesnázím v našem nejistém světě vyšší izolací „… na mnohem bezpečnějším a uspokojivějším místě, kde mají kontrolu nad výsledky své činnosti, kde neexistuje strach z odmítnutí, a kde jim jejich dovednosti přinesou uznání.“ (Odpojený muž, str. 13)Tedy do světa virtuálního mezi videohry a lehce dosažitelnou pornografii. V kontextu pornografie a potřeby uznání je hned v úvodu nastíněn jev závislost na vzrušení. Abychom dosáhli stejné stimulace, nebo stimulace, která nám umožňuje sebeuspokojení a uznání, je třeba hledat neustále nové podněty a materiál. Kouká-li muž na tytéž obrázky pořád dokola, vzrušivost se postupně snižuje. Klíčovou je nazývána originalita vizuálního prožitku, která ale v dlouhodobém kontextu vede ke ztrátě kontaktu s realitou a kladením vysokých názorů na opačné pohlaví, což vede k mužově rezignaci a zpětnému útěku zpět do virtuální reality.Začarovaný kruh sociální interakce.
Stejně jako v Luciferově efektu pracuje Zimbardo s lidským chováním jako s komplexem. Podle jeho vlastních slov je nezbytné zanalyzovat situaci ve třech krocích: „… zaprvé- co vnáší jedinec do tzv. behaviorálního kontextu, jaké jsou jeho dispozice; zadruhé- co konkrétní situace dokáže z daného jedince dostat, jak mu umožní projevit se a co v něm naopak potlačí; a zatřetí – jak se stávající systém rozložení sil tyto situace vytváří, zachovává nebo upravuje.“ (Odpojený muž, str.11).

## Část I.: PŘÍZNAKY
V šesti podkapitolách se snaží autor popsat současný stav na poli školství, pracovního trhu, virtuální reality či fyzických proměn vzhledu.
Ve školství je klíčová změna poměru mezi muži a ženami. Ženy jsou v komplexním vzdělávacím systému historicky zařazeny mnohem kratší dobu než muži, a i přesto mu početně dominují. Zimbardo se tu odkazuje k socioložce Ch. H. Sommersové, která ve své knize The War Against Boys (Válka proti chlapcům) popisuje mnohem více nevyvážeností. Podle ní dívky muže nejen početně převažují, ale také svědomitěji přistupují k domácí přípravě, více čtou a překonávají muže i v uměleckých oborech. Chlapci pak podle Sommersové častěji školu přerušují, předčasně končí a upouštějí od postupu na další úroveň.
Jedna z podkapitol zavádí ve spolupráci se Zimbardovými kolegy S. Brunskillovou a A. Ferrasem nový pojem syndrom sociální intenzity (social intensity syndrom – SIS). Klíčovým aspektem tohoto přístupu je heslo „Já jsem chlap, kdo je víc“, tedy silné upřednostňování ryze pánské společnosti. „K takovému prostředí to jedince táhne tím více, čím pevnější jsou vnitřní vazby takové skupiny, čím více se vyhraňuje vůči outsiderům a čím odmítavější je vůči těm, kteří se do daného společenství takzvaně nekvalifikovali, a tím usilovnějši se každý, komu se do užšího výběru podaří dostat, snaží svoje postavení obhájit.“ (Odpojený muž, str. 27). Takovéto společenství muže nabuzuje a stimuluje v nich produkci nejen mužských hormonů, ale také adrenalinu, díky kterému mají pocit, že jsou právoplatnými a uznávanými členy společnosti. Což vede k tomu, že si na toto postavení zvyknou natolik, že danou pospolitost začnou jednoznačně upřednostňovat před jakýmkoliv jiným typem kontaktů.
Klíčovým tématem je již zmiňovaná virtuální realita, která úzce souvisí s pornografií a její dostupností. „Vzhledem k tomu, že se internet stále víc a více plní obrázky a videy s obsahem nevhodným pro děti, lze stěží vyvrátit názor, že všechno, co si dokážete představit, může existovat také ve formě pornografie. Ve skutečnosti jsme si zcela jisti, že existují kategorie porna, které sahají daleko za hranice toho, co si většina lidí vůbec dokáže představit.“ (Odpojený muž, str. 37) Zimbardo neodsuzuje pornografii jako paušálně špatnou věc. To, co ji vyčítá je fakt, že posouvá schopnost člověka nechat se něčím zaujmout, protože veškerá touha po poznávání nového se upíná ke sledování porna a zpracovávání vyvolaných vzruchů zaměstnává mysl, smysly, zvědavost i fantazii. To vše pak zabírá jedinci v realitě tolik času, že mu nezbývá čas ani energie na cokoliv jiného. tato deformace fantazie má pak za následek, že muži nedokáží oddělit hranou pornografii od reality, která nikdy nebude jako porno film, už jen z principu, že žena není pouze sexuální objekt a i ona má své potřeby a hranice. To pak může vést k mužově sexuálnímu zklamání a pocitu frustrace.

## Část II.: PŘÍČINY
Kapitola Příčiny je řazena vzestupně, od konkrétních změn v individuálních životech, přes problémy školského systému až k environmentálním změnám.
V rámci rodinných vztahů je tu popisována situace, kdy v rodině schází otec, tedy dominantní mužský prvek. To není nový poznatek, je to jen stručná rekapitulace a připomenutí důležité role ve vývoji mužské, respektive chlapecké osobnosti. Chlapci vyrůstající v rodině bez muže nebo jakéhokoliv silného mužského vzoru jsou ohrožováni nejvíce ztrátou důvěry. Důvěry v sebe sám, ve své schopnosti, ve svou odpovědnost a v neposlední řadě také důvěru v systém. Není pochyb o tom, že prapodstatou úspěšného vztahu nebo manželství je důvěra. A důvěra není klíčová jen pro navázání vztahu, ale také důvěra v sebe sama pomáhá k dosažení osobních cílů a úspěchů. Obecně platí, že  nejnezávislejší muži pochází z rodin plných lásky a důvěry, kde se naučili, že v život se má věřit, což jim umožňovalo větší odvahu k vyšším osobním cílům.
Příčiny současného stavu vidí psychologie již v dříve nastíněných problémech týkajících se současného vzestupu žen a neschopnosti mužů zformulovat své vlastní potřeby, myšlenky a flexibilně na ně reagovat. Současný muž se podle Zimbarda odkazuje patriarchální mýty. Laicky řečeno, jakou roli zastával muž kdysi, musí zastávat i dnes. Nezůstává stranou ani otázka mužského ega a rozdílnost příjmů v rodině. Naráží i na zažité předsudky, že muži nepláčí a neřeší své city. Tím se pak vytváří tabuizovaná témata, která mohou zabraňovat k navázání intimity s druhým člověkem.
Podkapitola „Hecknutý Maslow – nestabilní pyramida“ se odkazuje k Maslowově pyramidě základních potřeb. Tu nejníže položenou základnu pyramidy, na které stojí život každého z nás tvoří základní životní potřeby – potrava, spánek, voda a domov. Na to je navázán druhý stupeň, který vlivem posledních století byl také včleněn do základních potřeb – pocit bezpečí, zaměstnání, přístup ke zdrojům (např. peníze) a svoboda. Když jsou všechny tyto potřeby naplněny, začíná člověk uvažovat v rozmezí psychologických potřeb – pocit lásky, sounáležitosti, intimní vztahy, rodinu, vzájemná úcta, sebedůvěra a sebevědomí. Na vrcholu pyramidy je pak trojúhelník seberealizace. Když jsou naplněny všechny základní potřeby, je člověk milován a někam patří, může hledat sám sebe. S nástupem internetu a virtuální reality ale internet začal zaujímat téměř 2/3 životních potřeb. V pozitivním slova smyslu je to další prostor pro možnosti seberealizace, realizace sociální pomoci, projektů vzájemné soudržnosti. Ve většině případů ale internet zaujímá prostor ke kompenzaci nedostatků z reálného života. Nemusí být nutně pouze jen na poli sexuality, ale skrze sociální sítě lze budovat obraz vlastního sebeklamu úspěchu, apod. Dochází k rozostření, někdy i k záměně mezi realitou a virtualitou.

## Část III.: ŘEŠENÍ
Na rozdíl od většiny psychologických výzkumů, které se omezují na popis aktuálního stavu a jeho komplexní analýzu, se autoři v poslední kapitole snažili nastínit možné konstruktivní řešení, tj. nabídnout řešení, jak z bludného kruhu sociální interakce utéct. Možné změny jsou pak navrhovány jak vládám, školským systémům nebo médiím, ale také rodičům.
Poslední dvě kapitoly pak poskytují vcelku podrobný návod samotným mužům, jak se svému novodobému otroctví vzepřít a nastolit svému životu opět smysl a řád. Radí také ženám, které ve svém emancipačním boji zapomněly, že jejich osamostatnění může mít i negativní dopad. V podkapitole „Účinky nezávazného sexu“ (str. 191) jsou ženy vybízeny k tomu, aby ke sbližování s potenciálním partnerem přistupovaly jako k investici na burze. „Tak jako musí mít obchodní plán solidní základy, musíte u muže dokázat odhadnout, zda použije svoje schopnosti k vybudování stabilního, vyváženého a zdravého vztahu, který bude přínosný pro oba partnery.“ (Odpojený muž, str. 192).Muž v dnešní společnosti není motivován k tomu, aby k získání ženy využil veškeré své schopnosti...není motivován k závazku, jelikož se pro něj ženy stávají snadným cílem. Možným řešením je tedy to, aby se ženy nestávaly snadno ulovitelnou kořistí. Protože jak tvrdí Zimbardo, většina mužů má v sobě vnitřní touhu stát se manželem a otcem. „Krom toho v sobě většina heterosexuálních mužů, kteří měli milující matku, chová alespoň jistou touhu stát se manželem či dlouhodobým partnerem číslo jedna v životě nějaké ženy. A přestože muži mají biologicky daný výrazně delší časový rámec, během něhož si mohou hledat stálého partnera, dosáhnou i oni bodu, kdy už je zmáhá donekonečna zkoušet něco nového, a po krátké selekci jim přece jen přijde vhod usadit se s družkou, která se jim v dané chvíli jeví jako nejzpůsobilejší.“ (Odpojený muž, str. 193)

## Výzkum
Průzkum, o který se tato kniha opírá, probíhal dotazníkovou formou v roce 2011. Během dvou měsíců se jej zúčastnilo na 20.000 respondentů. 76% z nich pak byli muži  a více než polovina z nich spadala do věkové kategorie 18 – 34 let. V závěrečných poznámkách knihy pak zájemce najde grafy, statistiky i pomocné statistiky, které tento průzkum doprovázely.  

## Český překlad
Česká verze knihy vyšla v roce 2017 ve vydavatelství Grada Publishing s.r.o.